# Serguéi Ivanov (pintor)

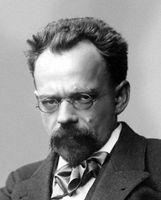
Serguéi V. Ivanov.

Serguéi Vasílievich Ivanov (en ruso: Серге́й Васи́льевич Ивано́в; Ruza, 4 de junio de 1864 - Svistuja, distrito Dmítrov de la provincia de Moscú, 16 de agosto de 1910) fue un pintor ruso y artista gráfico. Fue miembro del grupo de los Peredvízhniki ("los Ambulantes") y del Mundo del Arte (Мир искусства).
La mayoría de sus pinturas eran sobre tópicos surgidos de la historia de Rusia, la vida de los campesinos, y la Revolución Rusa de 1905.

## Galería

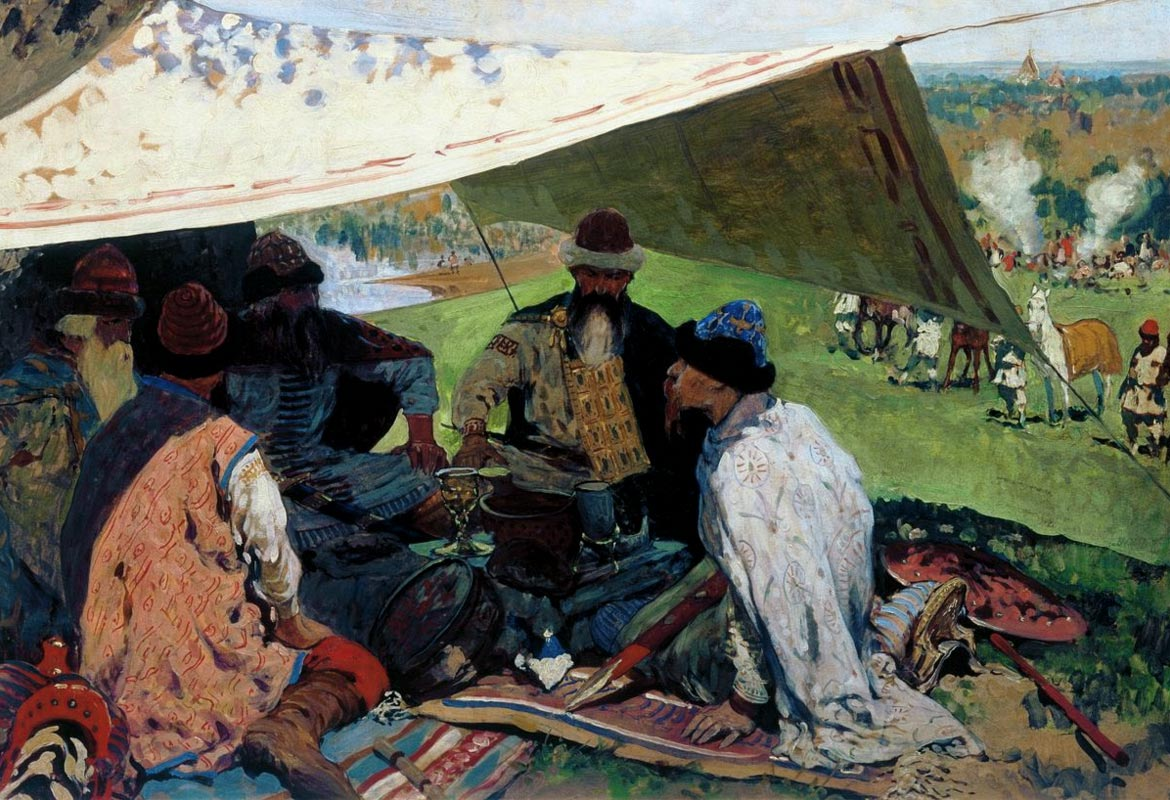
Congreso de príncipes de Vladímir II Monómaco en Uvetichi.
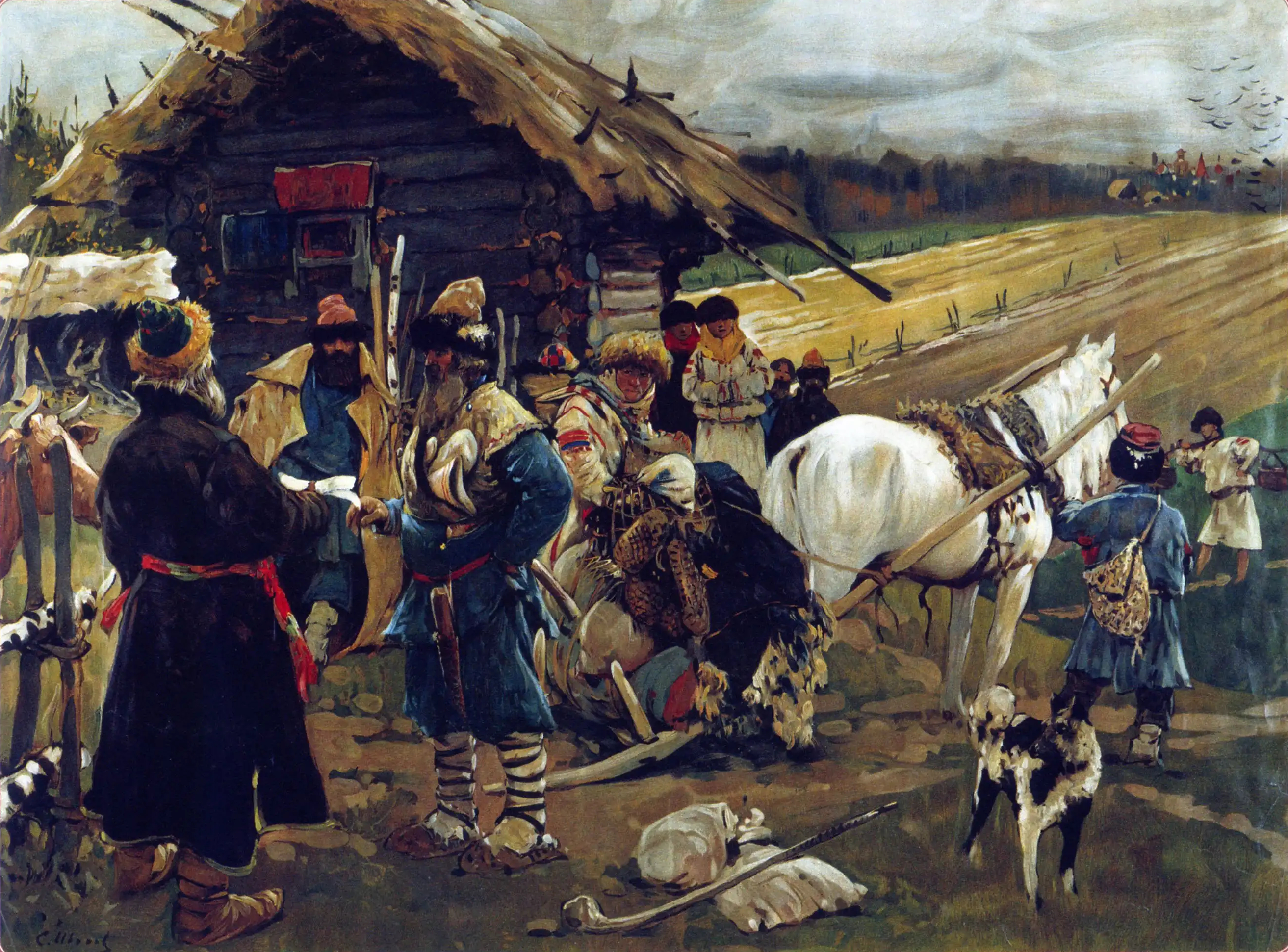
Un campesino dejando a su terrateniente el día de Yuri.
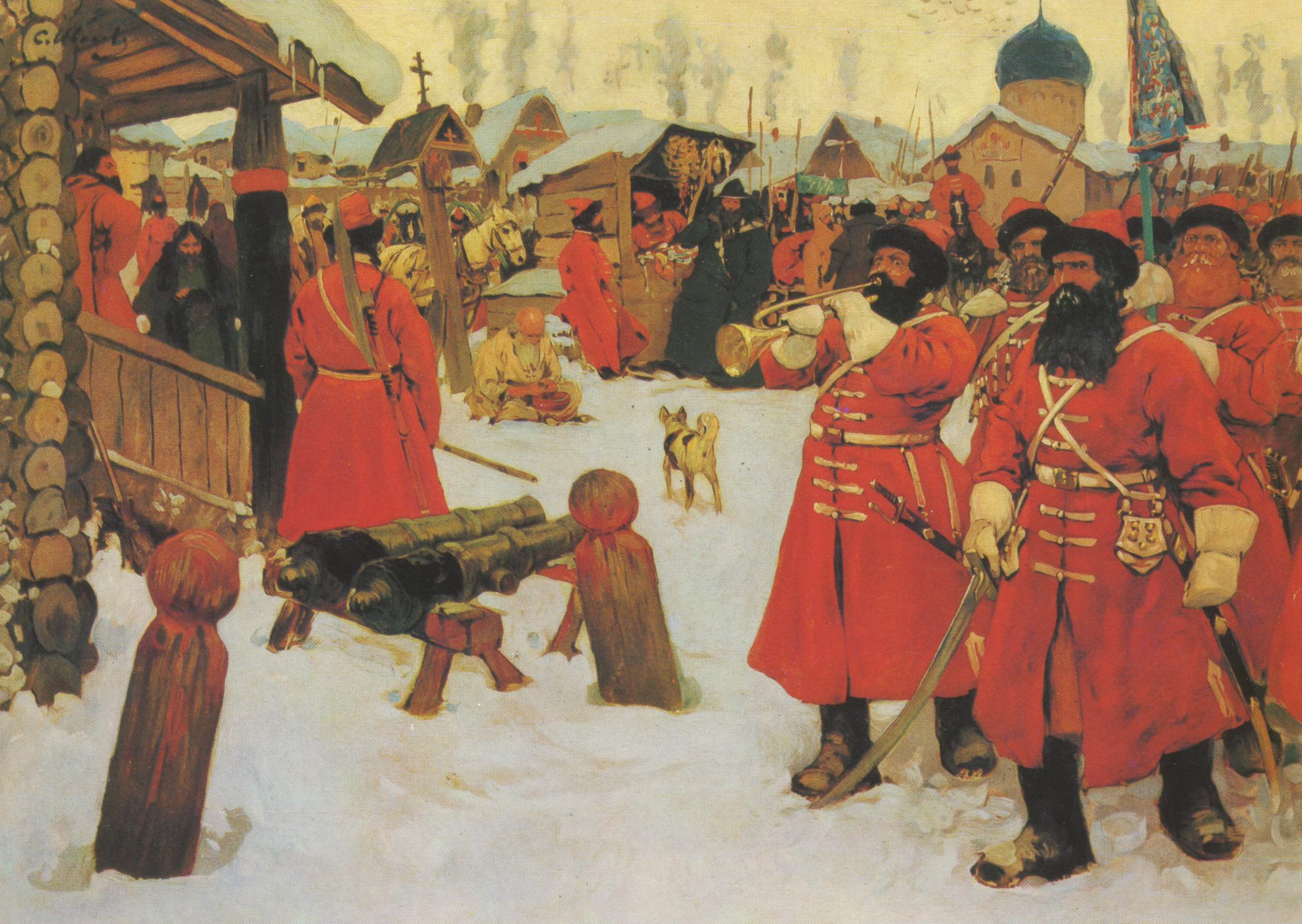
Los Streltsi.
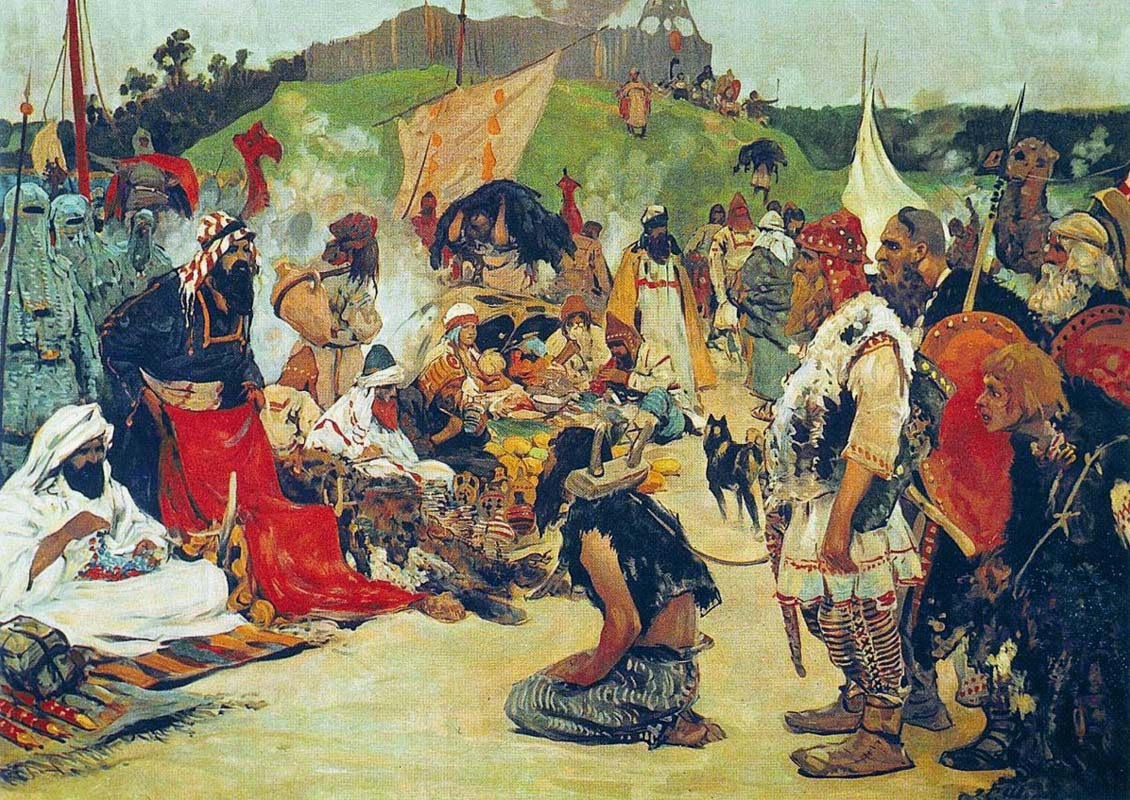
Tráfico de esclavos en el campamento de los Eslavos orientales.
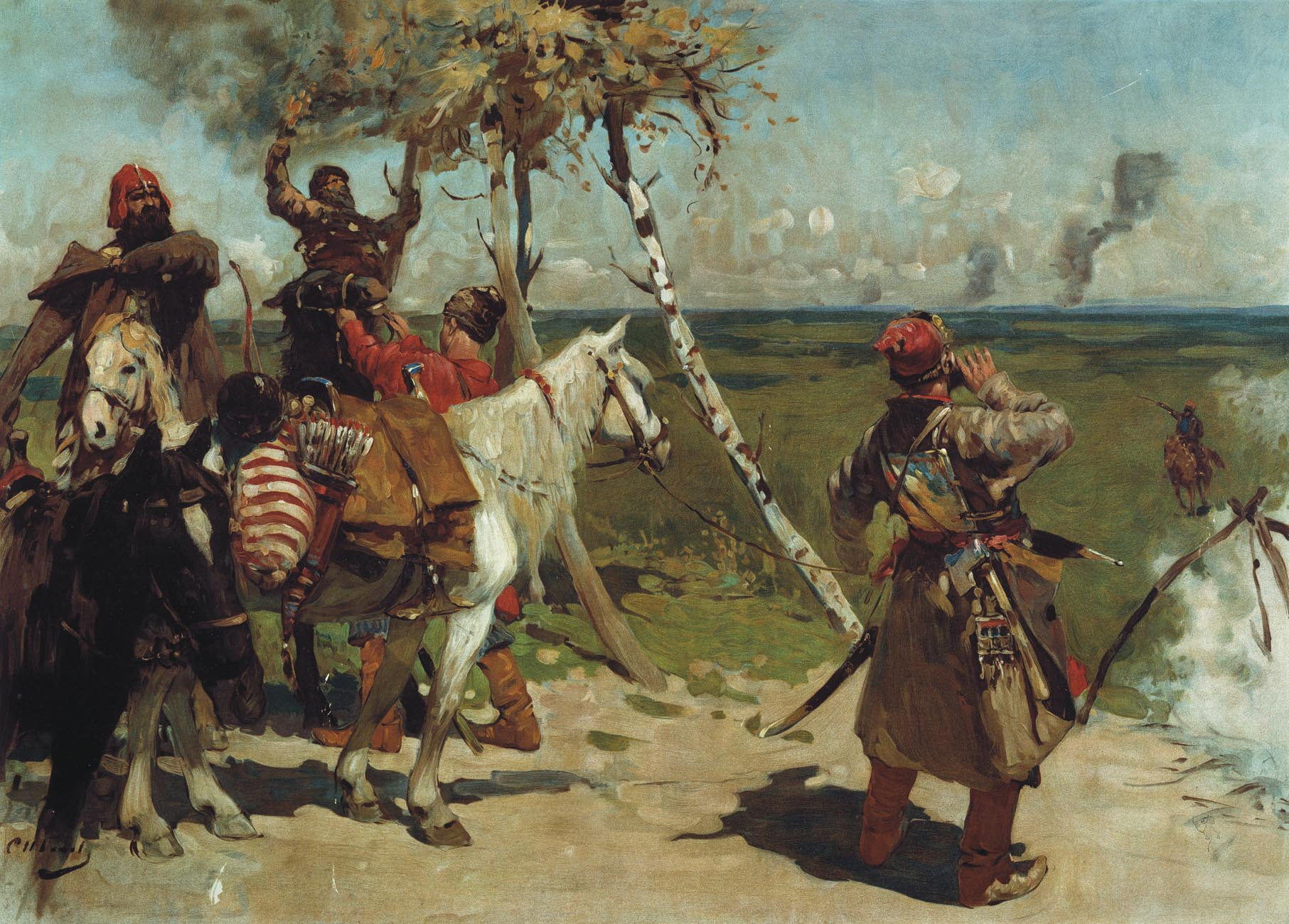
En la frontera sur de Moscovia.
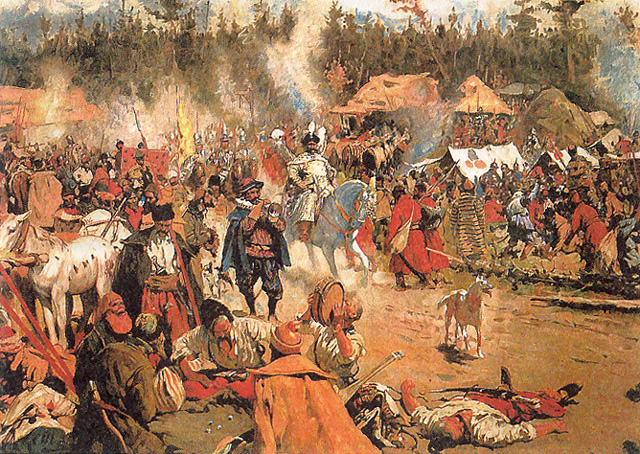
Una escena del Periodo Tumultuoso.
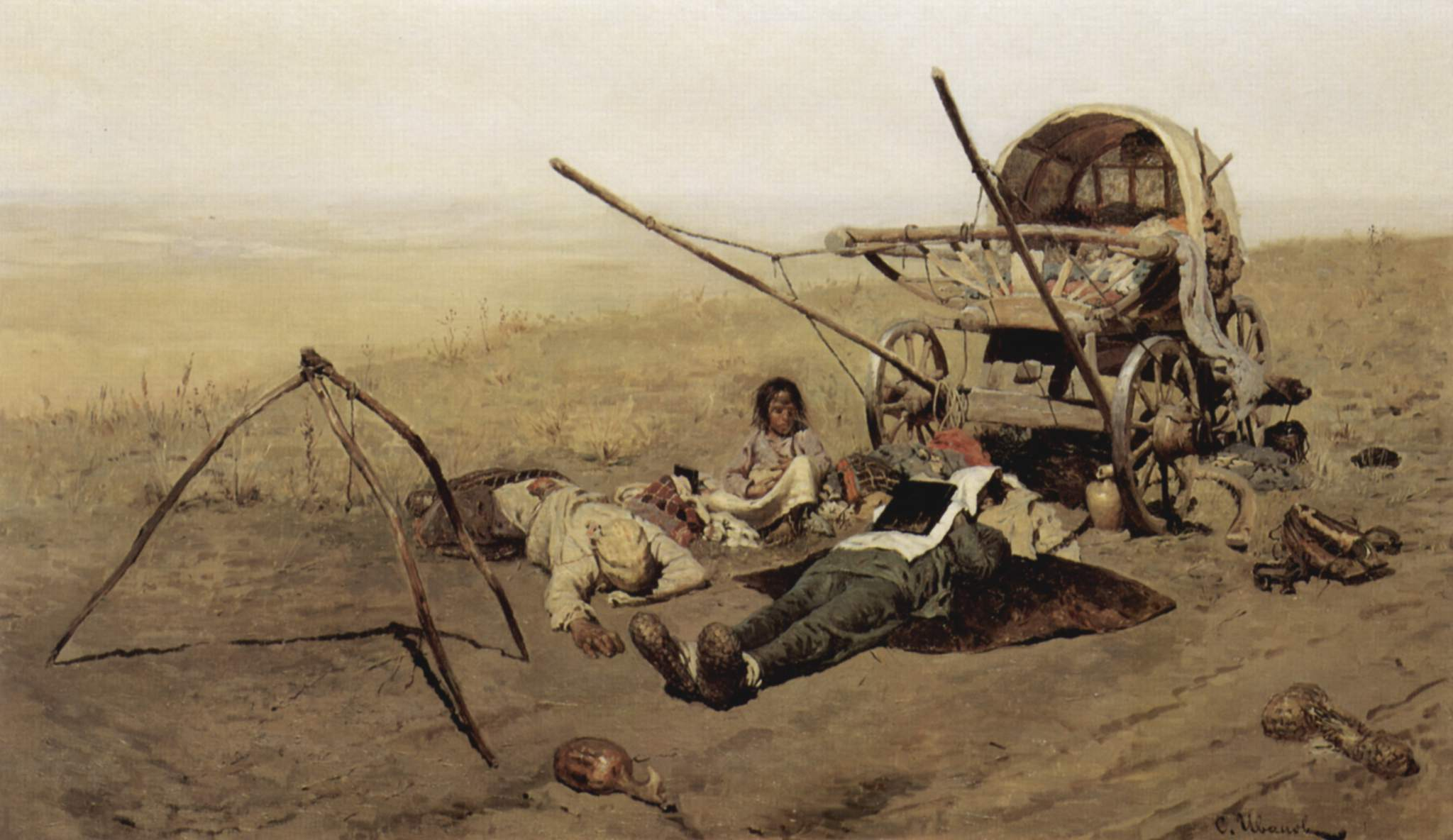
En el camino, la muerte de un colono.
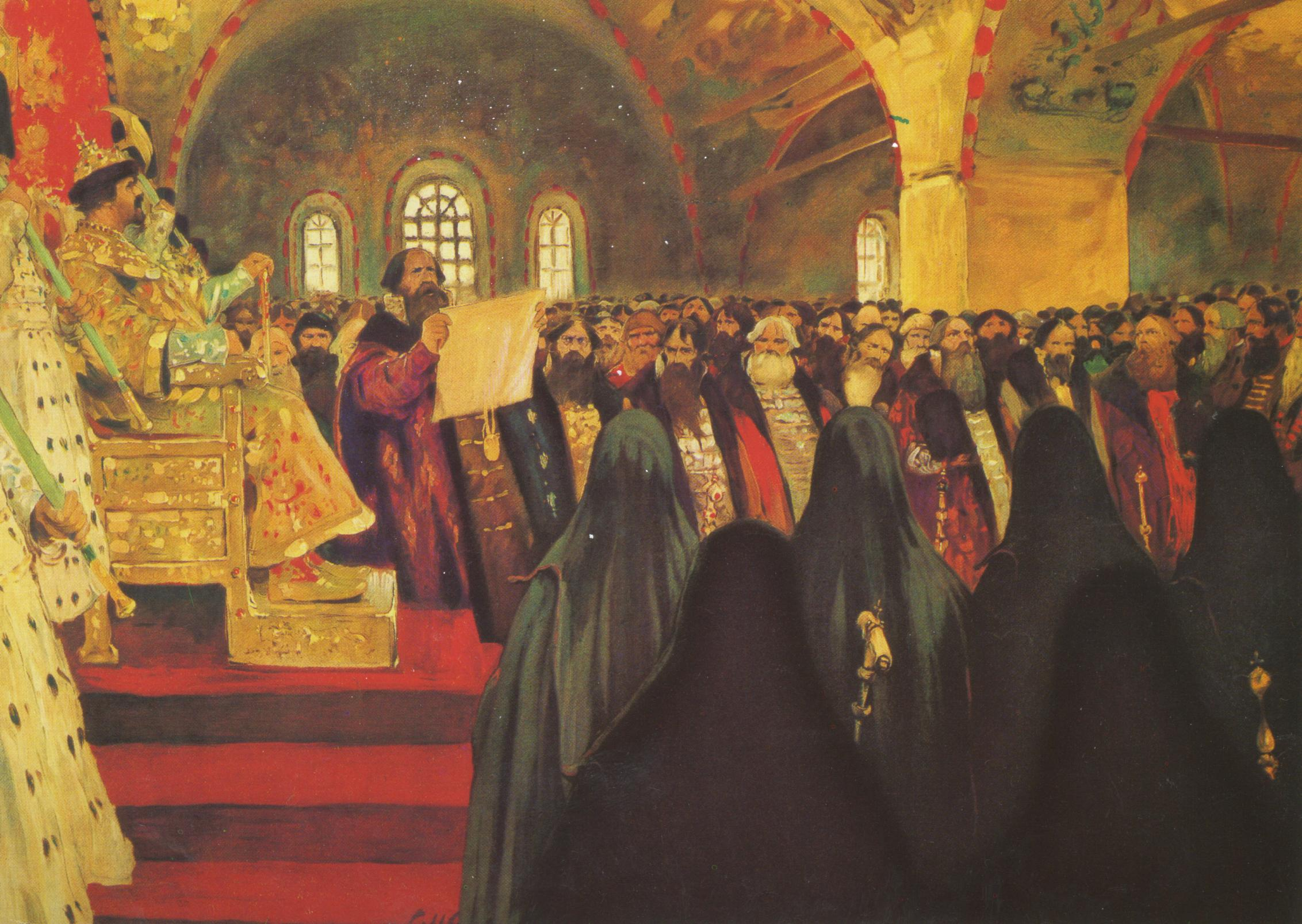
Zemski Sobor.